# Coppa Italia 2023/2024
Pohárový ročník Coppa Italia 2023/2024 byl 77. ročník italského poháru. Soutěž začala 5. srpna 2023 a skončila 15. května 2024. Zúčastnilo se jí 44 klubů ze soutěží Serie A, Serie B, Serie C.
Obhájce z minulého ročníku byl Inter.

## Zúčastněné kluby v tomto ročníku
| Hrají od osmifinále Kluby ze Serie A | Hrají od 1. kola Kluby ze Serie A a ze Serie B | Hrají od předkola Kluby ze Serie B a ze Serie C |
| ------------------------------------ | ---------------------------------------------- | ----------------------------------------------- |
| FC Inter Milán                       | Bologna FC 1909                                | US Catanzaro 1929                               |
| SSC Neapol                           | Turín FC                                       | AC Reggiana 1919                                |
| SS Lazio                             | AC Monza                                       | Feralpisalò                                     |
| AC Milán                             | Udinese Calcio                                 | Cesena FC                                       |
| Atalanta BC                          | US Sassuolo Calcio                             | Virtus Entella                                  |
| AS Řím                               | Empoli FC                                      | L.R. Vicenza                                    |
| Juventus FC                          | US Salernitana 1919                            | Delfino Pescara 1936                            |
| ACF Fiorentina                       | US Lecce                                       | Calcio Foggia 1920                              |
|                                      | Hellas Verona FC                               |                                                 |
|                                      | Frosinone Calcio                               |                                                 |
|                                      | Janov CFC                                      |                                                 |
|                                      | Cagliari Calcio                                |                                                 |
|                                      | Spezia Calcio                                  |                                                 |
|                                      | US Cremonese                                   |                                                 |
|                                      | UC Sampdoria                                   |                                                 |
|                                      | SSC Bari                                       |                                                 |
|                                      | Parma Calcio 1913                              |                                                 |
|                                      | FC Südtirol                                    |                                                 |
|                                      | FC Crotone                                     |                                                 |
|                                      | Benátky FC                                     |                                                 |
|                                      | Palermo FC                                     |                                                 |
|                                      | Modena FC 2018                                 |                                                 |
|                                      | Pisa SC                                        |                                                 |
|                                      | Ascoli Calcio 1898 FC                          |                                                 |
|                                      | Como 1907                                      |                                                 |
|                                      | Ternana Calcio                                 |                                                 |
|                                      | AS Cittadella                                  |                                                 |
|                                      | Cosenza Calcio                                 |                                                 |

## Zápasy

### předkolo
Hrálo se 5. a 6. srpna 2023.
| Domácí      | Výsledek          | Hosté          |
| ----------- | ----------------- | -------------- |
| Catanzaro   | 1:0               | Foggia         |
| Reggiana    | 6:2               | Pescara        |
| Feralpisalò | 2:1               | Vicenza        |
| Cesena      | 2:2 (6:5 na pen.) | Virtus Entella |

### 1. kolo
Hrálo se 11.–14. srpna 2023.
| Domácí      | Výsledek       | Hosté       |
| ----------- | -------------- | ----------- |
| Boloňa      | 2:0            | Cesena      |
| Verona      | 3:1            | Ascoli      |
| Lecce       | 1:0            | Como        |
| Bari        | 0:3            | Parma       |
| Cosenza     | 2:5 v prodl.   | Sassuolo    |
| Spezia      | 2:2 (4:3 pen.) | Benátky     |
| Cagliari    | 2:1 v prodl.   | Perugia     |
| Udinese     | 4:1            | Catanzaro   |
| Monza       | 1:2            | Reggiana    |
| Janov       | 4:3            | Modena      |
| Empoli      | 1:2            | Cittadella  |
| Cremonese   | 3:1 v prodl.   | Crotone     |
| Salernitana | 1:0            | Ternana     |
| Sampdoria   | 1:1 (7:6 pen.) | Südtirol    |
| Frosinone   | 1:0            | Pisa        |
| Turín       | 2:1            | Feralpisalò |

### 2. kolo
Hrálo se 31. října–2. listopadu 2023.
| Domácí      | Výsledek       | Hosté      |
| ----------- | -------------- | ---------- |
| Boloňa      | 2:0            | Verona     |
| Lecce       | 2:4            | Parma      |
| Sassuolo    | 0:0 (5:4 pen.) | Spezia     |
| Udinese     | 1:2 v prodl.   | Cagliari   |
| Janov       | 2:1 v prodl.   | Reggiana   |
| Cremonese   | 2:1 v prodl.   | Cittadella |
| Salernitana | 4:0            | Sampdoria  |
| Turín       | 1:2            | Frosinone  |

### Osmifinále
Hrálo se 5. prosince 2023–4. ledna 2024.
| Domácí     | Výsledek       | Hosté       |
| ---------- | -------------- | ----------- |
| Inter      | 1:2 v prodl.   | Boloňa      |
| Fiorentina | 2:2 (4:1 pen.) | Parma       |
| Atalanta   | 3:1            | Sassuolo    |
| Milán      | 4:1            | Cagliari    |
| Lazio      | 1:0            | Janov       |
| Řím        | 2:1            | Cremonese   |
| Juventus   | 6:1            | Salernitana |
| Neapol     | 0:4            | Frosinone   |

### Čtvrtfinále
Hrálo se 9.–11. ledna 2024.
| Domácí     | Výsledek       | Hosté     |
| ---------- | -------------- | --------- |
| Fiorentina | 0:0 (5:4 pen.) | Boloňa    |
| Milán      | 1:2            | Atalanta  |
| Lazio      | 1:0            | Řím       |
| Juventus   | 4:0            | Frosinone |

### Semifinále
Zápasy č. 1 byly na programu 2. a 3. dubna 2024, zápasy č. 2 byly na programu 23. a 24. dubna 2024.
| Domácí     | 1 Výsledek | 2 Výsledek | Hosté    |
| ---------- | ---------- | ---------- | -------- |
| Juventus   | 2:0        | 1:2        | Lazio    |
| Fiorentina | 1:0        | 1:4        | Atalanta |

### Finále
| 15. 5. 2024 21:00 CEST |        |                   |                                                                     |
| Atalanta               | 0 : 1  | Juventus          | Stadio Olimpico, Řím, Itálie diváci: 66 854 rozhodčí: Fabio Maresca |
|                        | Report | 4' Dušan Vlahović | Stadio Olimpico, Řím, Itálie diváci: 66 854 rozhodčí: Fabio Maresca |

| B                    | 29 | Marco Carnesecchi    |       |     |
| O                    | 15 | Marten de Roon       |       | 65' |
| O                    | 4  | Isak Hien            | 17'   | 59' |
| O                    | 19 | Berat Djimsiti       | 79'   |     |
| Z                    | 77 | Davide Zappacosta    |       | 59' |
| Z                    | 8  | Mário Pašalič        |       | 59' |
| Z                    | 13 | Éderson              |       |     |
| Z                    | 22 | Matteo Ruggeri       |       |     |
| Ů                    | 7  | Teun Koopmeiners     |       |     |
| Ů                    | 11 | Ademola Lookman      |       |     |
| Ů                    | 91 | Charles De Ketelaere |       | 46' |
| Náhradníci:          |    |                      |       |     |
| B                    | 1  | Juan Musso           |       |     |
| B                    | 31 | Francesco Rossi      |       |     |
| O                    | 2  | Rafael Tolói         | 90+6' | 65' |
| O                    | 20 | Mitchel Bakker       |       |     |
| O                    | 33 | Hans Hateboer        |       | 59' |
| O                    | 42 | Giorgio Scalvini     |       | 59' |
| O                    | 43 | Giovanni Bonfanti    |       |     |
| Z                    | 25 | Michel Adopo         |       |     |
| Z                    | 59 | Alexej Mirančuk      |       | 59' |
| Ů                    | 10 | El Bilal Touré       |       | 46' |
| Trenér:              |    |                      |       |     |
| Gian Piero Gasperini |    |                      |       |     |

| B                    | 36                   | Mattia Perin            |       |     |
| O                    | 4                    | Federico Gatti          |       |     |
| O                    | 3                    | Bremer                  | 90+1' |     |
| O                    | 6                    | Danilo                  |       |     |
| Z                    | 41                   | Hans Nicolussi Caviglia |       | 62' |
| Z                    | 27                   | Andrea Cambiaso         |       | 81' |
| Z                    | 25                   | Adrien Rabiot           |       |     |
| Z                    | 16                   | Weston McKennie         |       |     |
| Z                    | 17                   | Samuel Iling-Junior     |       |     |
| Ů                    | 9                    | Dušan Vlahović          | 56'   | 81' |
| Ů                    | 7                    | Federico Chiesa         |       | 69' |
| Náhradníci:          |                      |                         |       |     |
| B                    | 1                    | Wojciech Szczęsny       |       |     |
| B                    | 23                   | Carlo Pinsoglio         |       |     |
| O                    | 12                   | Alex Sandro             |       |     |
| O                    | 24                   | Daniele Rugani          |       |     |
| O                    | 33                   | Tiago Djaló             |       |     |
| Z                    | 11                   | Filip Kostić            |       |     |
| Z                    | 20                   | Fabio Miretti           |       | 62' |
| Z                    | 22                   | Timothy Weah            |       | 81' |
| Z                    | 26                   | Carlos Alcaraz          |       |     |
| Ů                    | 14                   | Arkadiusz Milik         |       | 81' |
| Ů                    | 15                   | Kenan Yıldız            |       | 69' |
| Ů                    | 18                   | Moise Kean              |       |     |
| Trenér:              |                      |                         |       |     |
| Massimiliano Allegri | Massimiliano Allegri | Massimiliano Allegri    | 90+5' |     |